# Brána (Oderské vrchy)
Brána (636 m n. m.) je kopec v Oderských vrších (části pohoří Nízkého Jeseníku) ve vojenském újezdu Libavá v okrese Olomouc v Olomouckém kraji. Brána se nachází ve vojenském prostoru a je, mimo vyhrazené dny či bez povolení, veřejnosti nepřístupná. Vrchol Brány byl uměle navýšen za účelem zřízení vojenské pozorovatelny při výcviku vojsk a kolem vrcholu vede silnice a tanková cesta.
Pod kopcem pramení potoky Davídka (přítok Lichničky) a Trnava (přítok Bystřice), které patří do povodí řeky Bystřice (přítok Moravy) v povodí veletoku Dunaj.

## Další informace
Východním směrem se nachází kopec Strážisko, který je druhým nejvyšším vrcholem Oderských vrchů.
Jihovýchodním směrem se nachází zaniklá německá vesnice Jestřabí (Habicht) a severozápadním směrem se nachází zaniklá německá vesnice Nepřívaz (Epperswagen).
Obvykle jedenkrát ročně může být kopec a jeho okolí přístupné veřejnosti v rámci cyklo-turistické akce Bílý kámen.

## Galerie

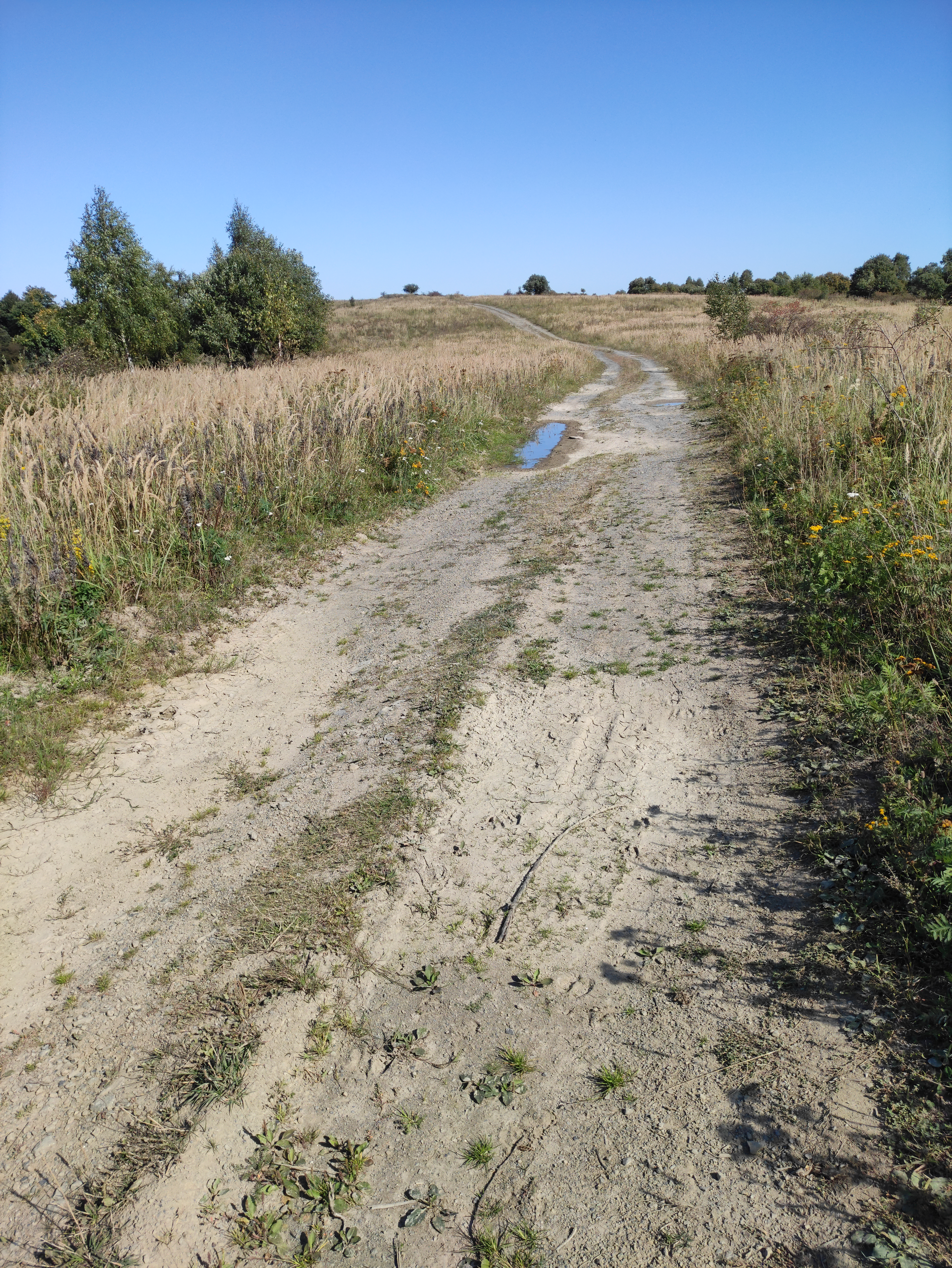
Polní cesta z kopce U kamenné boudy ke kopci Brána.